# Xylota setigera
Xylota setigera är en tvåvingeart som beskrevs av Heikki Hippa 1982. Xylota setigera ingår i släktet vedblomflugor, och familjen blomflugor. Inga underarter finns listade i Catalogue of Life.